# میرآمبک آیناگولوف
میرآمبک میرزگالیولی آیناگولوف (به قزاقی: Мейрамбек Мырзағалиұлы Айнағұлов، متولد ۱۷ فوریهٔ ۱۹۹۴) کشتی‌گیر فرنگی‌کار تیم ملی قزاقستان است. وی سابقه حضور در المپیک ۲۰۲۰ توکیو را دارد.
از افتخارات وی می‌توان به کسب مدال نقره وزن ۵۹ کیلوگرم در مسابقات قهرمانی کشتی جهان ۲۰۱۷ و مدال برنز وزن ۶۰ کیلوگرم در مسابقات قهرمانی کشتی جهان ۲۰۱۹ و مدال برنز بازی‌های آسیایی ۲۰۱۸ اشاره کرد. وی سابقه حضور در المپیک ۲۰۲۰ توکیو را دارد.

## مسابقات قهرمانی کشتی جهان ۲۰۱۷
میرآمبک در وزن ۵۹ کیلو مسابقات قهرمانی کشتی جهان ۲۰۱۷ پاریس حاضر بود که مصطفی حسن محمد از مصر، گیانیدر داهی‌یا از هند، دمیترو تسمبلیک از اوکراین و کیم سئونگ-هاک کشتی‌گیر کره‌جنوبی را شکست داد و به فینال رسید. وی اما در فینال به کنیچیرو فومیتا کشتی‌گیر ژاپنی باخت و مدال نقره وزن ۵۹ کیلوگرم را بدست آورد.

## مسابقات قهرمانی کشتی جهان ۲۰۱۹
آیناگولوف در وزن ۶۰ کیلوگرم کشتی فرنگی مسابقات قهرمانی کشتی جهان ۲۰۱۹ نورسلطان حاضر بود که در مسابقه های اول تا سوم مارات غریبوف از برزیل، پاستاس پتراویچیوس از لتونی و ایوان لایزتویچ از کرواسی را شکست داد اما در نیمه نهایی به سرگی املین از روسیه باخت و به دیدار رده‌بندی رفت. وی در دیدار رده‌بندی لنور تمیروف از اوکراین را شکست داد و مدال برنز وزن ۶۰ کیلوگرم را بدست آورد.